# 武化縣
武化縣，唐貞觀元年（627年）置，屬晏州。貞觀十二年晏州廢，隸象州。在今廣西省。